# Chase Winovich
(en) Statistiques sur pro-football-reference
Chase Winovich, né le 19 avril 1995 à Jefferson Hills en Pennsylvanie, est un joueur professionnel américain de football américain, ayant évolué au poste de defensive end pendant cinq saisons au sein de la National Football League (NFL).
Au niveau universitaire, il joue pendant quatre années pour les Wolverines du Michigan en NCAA Division I FBS. Au terme de son année junior en 2017, il est sélectionné dans l'équipe type de la Conférence Big Ten par les médias et dans la seconde équipe type de la Conférence Big Ten par les entraîneurs. Au terme de sa saison senior, il est sélectionné dans l'équipe type de la Conférence Big Ten par les médias et les entraîneurs et est sélectionné dans la seconde équipe type All-America. Il y joue aux postes de linebacker et de tight end avant d'être déplacé au poste de defensive end lors de son année junior.
Il est sélectionné en tant que 77e choix global lors du troisième tour de la draft 2019 de la NFL par la franchise des Patriots de la Nouvelle-Angleterre. Il y reste trois saisons avant de rejoindre les Browns de Cleveland en 2022 et les Dolphins de Miami en 2023.
Le 24 octobre 2023, il prend sa retraite de la NFL après avoir été libéré par les Dolphins.

## Biographie

### Sa jeunesse
Chase Winovich joue au football américain aux postes de linebacker et de quarterback alors qu'il fait ses études secondaires au Thomas Jefferson High School à Jefferson Hills dans l'État de Pennsylvanie. Il s'engage ensuite avec les Wolverines, équipe représentant l'Université du Michigan après avoir reçu des offres d'une dizaine d'universités (Arizona, Arkansas, Florida State, Michigan State, Missouri, Northwestern, Ohio State, Pittsburgh, Tennessee, Virginia Tech et Virginie-Occidentale).
Il a également joué quelquefois au poste safety et comme returner au sein des unités spéciales. Bien qu'il ait été depuis longtemps un fan des Buckeyes d'Ohio State, il se lie avec Michigan car il entretient de bonnes relations avec son entraîneur principal Brady Hoke (en). Le beau-frère de Winovich était également un grand fan du Michigan. Il envoie officiellement sa lettre d'intention à Michigan le 5 février 2014

### Carrière universitaire

#### Saisons 2014-2016
Winovich commence sa carrière universitaire au poste de linebacker puis au poste de tight end lors de sa deuxième année, sous les ordres du nouvel entraîneur principal Jim Harbaugh, avant d'être placé dans la ligne défensive, au poste de defensive end, en 2016,. Il a porté le numéro 59 comme linebacker et le 44 comme tight end. Il ne dispute aucune rencontre des Wolverines du Michigan en 2014, joue six matchs en 2015 et treize en 2016 dont les deux au poste de defensive end .

#### Saison 2017

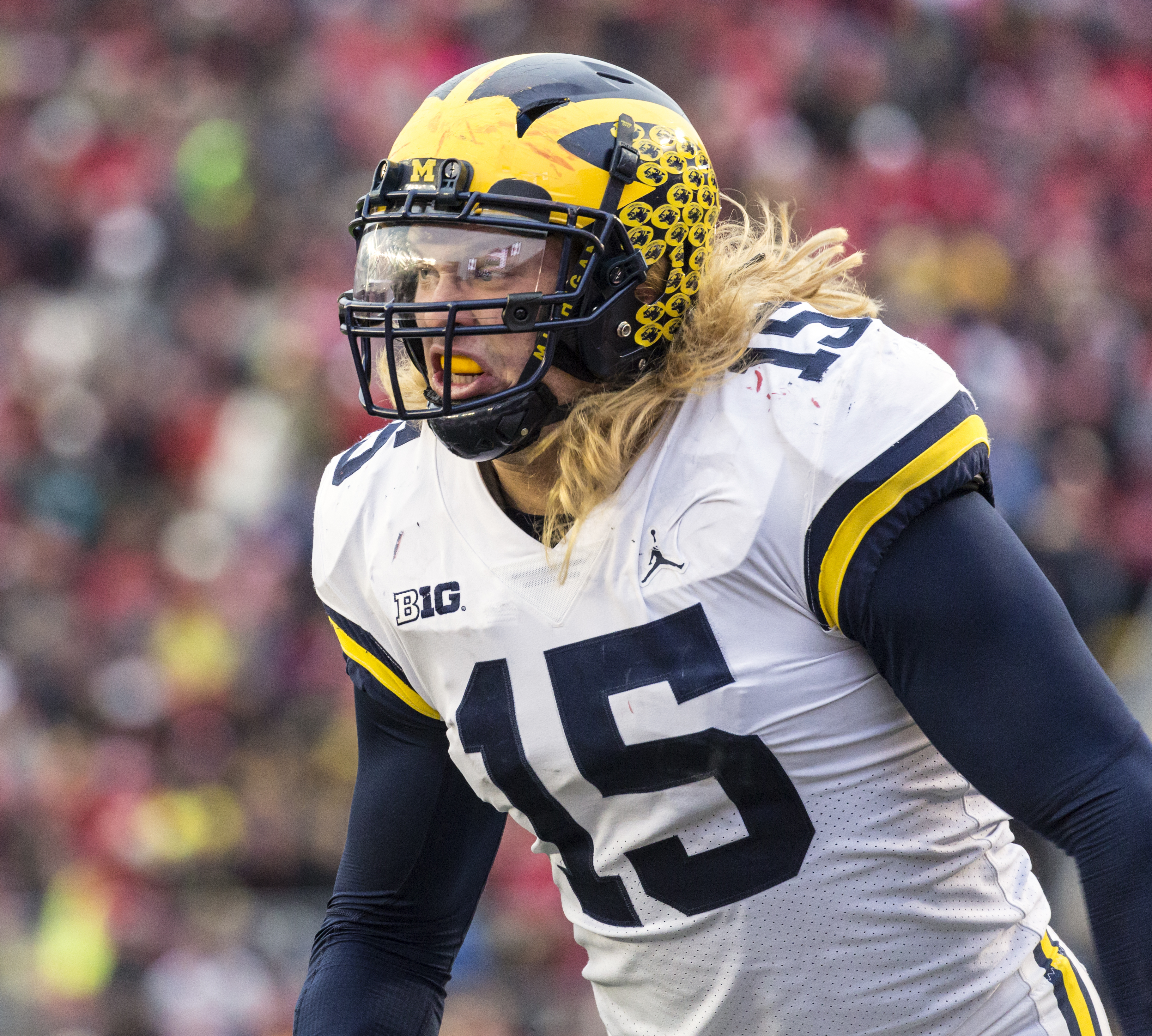
Winovich en 2017

Pendant l'intersaison 2017, Winovich suit des cours de ballet pour améliorer ses déplacements et pour mieux contrôler son corps. Il étudie également le ju-jitsu pendant l'été pour améliorer son agilité. Le 23 septembre 2017, Winovich réalise une performance de quatre plaquages, dont 3 sacks, contre les Boilermakers de Purdue. Il partage ainsi le titre de joueur défensif de la Conférence Big Ten de la semaine. Cette performance lui vaut également le titre de meilleur joueur défensif de la semaine (trophée Walter Camp). Au cours de la saison 2017, Winovich établit son meilleur bilan de carrière en totalisant 74 plaquages. Avec ses 17 plaquages pour perte sur la saison, Winovich est classé premier de son équipe et de la Conférence Big Ten. Il est également classé 11e dans l'histoire de Michigan pour cette statistique. Il partage le record de sacks de la ligue sur cette saison. Au terme de sa saison junior, Winovich est sélectionné dans l'équipe type de la Conférence Big Ten par les médias et dans le seconde équipe par les entraîneurs,. Le 3 janvier, l'Université du Michigan déclare que Winovich jouera une cinquième saison pour les Wolverines.

#### Saison 2018
Le 1er octobre, Winovich remporte sa deuxième distinction de joueur défensif de la semaine de la Conférence Big Ten après avoir totalisé huit plaquages seul et un sack, aidant Michigan à remonter un déficit de 17 points contre Northwestern,. Au cours de la saison 2018, Winovich enregistre 62 plaquages et se classe au troisième rang des joueurs des Wolverines et au premier rang des joueurs de ligne défensive dans la NCAA. Avec 14 plaquages et demi pour perte, il est le meilleur de son équipe pour cette statistique. Après la saison, il est nommé au sein de l'équipe type défensive de la Conference Big Ten par les entraîneurs et les médias. Winovich est sélectionné par la Fondation Walter Camp, l'American Football Coaches Association (association des entraîneurs de football américain) et le College Football News dans la seconde équipe type All-America de 2018,,,. Il est également sélectionné dans la troisième équipe type par l'Associated Press.

### Carrière professionnelle
| Taille             | Poids           | Bras          | Main          | Sprint   | Sprint   | Sprint   | Shuttle 20 yards | 3 cones drill | Détente        | Détente             | Développé couché | Test Wonderlic |
| Taille             | Poids           | Bras          | Main          | 40 yards | 10 yards | 20 yards | Shuttle 20 yards | 3 cones drill | verticale      | horizontale         | Développé couché | Test Wonderlic |
| 1.92 m (6 ft 3 in) | 114 kg (252 lb) | 83cm (32¾ in) | 25 cm (10 in) | 4.59 s   | 1.57 s   | /        | 4,11 s           | 6,94 s        | 77 cm (30½ in) | 2.95 cm (9 ft 8 in) | 18               | -              |

#### Patriots de la Nouvelle-Angleterre
Winovich est sélectionné par les Patriots de la Nouvelle-Angleterre en tant que 77e choix global lors du troisième tour de la draft 2019 de la NFL.
En juin 2019, il signe un contrat de quatre ans d'une valeur de 3,83 millions de dollars, assorti d'une prime à la signature de 997 312 dollars. Au cours de la 2e semaine contre les Dolphins de Miami, Winovich réalise un sack et demi, match que les Patriots gagnent 43 à 0 ce qui lui vaut d'être désigné meilleur débutant NFL de la semaine. En 6e semaine contre les Giants de New York, il contre et retourne un punt en touchdown, le premier de sa carrière.
En troisième semaine de la saison 2020 contre les Raiders de Las Vegas (victoire 36 à 20), Winovic réussit son premier sack de la saison (un Strip-sack) sur Derek Carr au cours duquel le ballon est recouvert par les Patriots. Le 5 octobre 2020 contre les Chiefs de Kansas City, il réussit son deuxième sack de la saison sur le quarterback Patrick Mahomes. Winovich enregistre sa première interception sur une passe du quarterback Justin Herbert des Chargers de Los Angeles lors de la large victoire des Patriots sur le score de 45 à 0. Contre les Jets en dernière semaine (victoire 28 à 14), il réussit deux sacks sur Sam Darnold.
Le 19 octobre 2021, Winovich est placé sur la liste des réservistes blessés mais est réactivé le 17 novembre.

#### Browns de Cleveland
Le 16 mars 2022, Winovic est échangé aux Browns de Cleveland contre Mack Wilson (en). Il est placé sur la liste de réservistes blessés le 20 septembre et est réactivé le 19 novembre.

#### Texans de Houston
Le 17 mars 2023, Winovich signe un contrat d'un an avec les Texans de Houston mais est libéré le 29 août.

#### Dolphins de Miami
Le 31 août 2023, Winovich signe avec les Dolphins de Miami pour intégrer leur équipe d'entraînement (practice squad). Le 7 octobre, il intègre l'effectif principal, plusieurs titulaires étant blessés.  
Les Dolphins le libèrent le 17 octobre et le 24 octobre Winovich annonce qu'il a décidé de prendre sa retraite du football professionnel.

## Statistiques

### Statistiques universitaires
| Année       | Équipe                 | Statut      | MJ |       | Plaquages | Plaquages | Plaquages | Plaquages |       | Interceptions | Interceptions | Interceptions | Interceptions |  | Fumbles | Fumbles |
| Année       | Équipe                 | Statut      | MJ | Total | Seul      | Ast.      | Sacks     | Nb.       | Yards | Déf.          | TD            | Nb.           | Rec.          |  |         |         |
| 2015        | Wolverines du Michigan | Fr.         | 2  | 2     | 2         | 0         | 0         | 0         | 0     | 0             | 0             | 0             | 0             |  |         |         |
| 2016        | Wolverines du Michigan | So.         | 13 | 32    | 15        | 17        | 5         | 0         | 0     | 0             | 0             | 1             | 0             |  |         |         |
| 2017        | Wolverines du Michigan | Jr.         | 13 | 73    | 36        | 37        | 8,5       | 0         | 0     | 0             | 0             | 2             | 2             |  |         |         |
| 2018        | Wolverines du Michigan | Sr.         | 13 | 59    | 33        | 26        | 5,0       | 0         | 0     | 1             | 0             | 0             | 1             |  |         |         |
| Totaux NCAA | Totaux NCAA            | Totaux NCAA | 41 | 166   | 86        | 80        | 18.5      | 0         | 0     | 1             | 0             | 3             | 3             |  |         |         |

### Statstiques en NFL
| Année      | Équipe                             | MJ |       | Plaquages | Plaquages | Plaquages | Plaquages |       | Interceptions | Interceptions | Interceptions | Interceptions |  | Fumbles | Fumbles |
| Année      | Équipe                             | MJ | Total | Seul      | Ast.      | Sacks     | Nb.       | Yards | Déf.          | TD            | Nb.           | Rec.          |  |         |         |
| 2019       | Patriots de la Nouvelle-Angleterre | 16 | 26    | 17        | 9         | 5,5       | 0         | 0     | 0             | 0             | 0             | 1             |  |         |         |
| 2020       | Patriots de la Nouvelle-Angleterre | 16 | 48    | 33        | 15        | 5,5       | 1         | 9     | 2             | 0             | 1             | 0             |  |         |         |
| 2021       | Patriots de la Nouvelle-Angleterre | 13 | 11    | 6         | 5         | 0,0       | 0         | 0     | 0             | 0             | 0             | 0             |  |         |         |
| 2022       | Browns de Cleveland                | 8  | 20    | 14        | 6         | 1,0       | 0         | 0     | 1             | 0             | 0             | 0             |  |         |         |
| 2023       | Dolphins de Miami                  | 3  | 2     | 1         | 1         | 0,0       | 0         | 0     | 0             | 0             | 0             | 0             |  |         |         |
| Totaux NFL | Totaux NFL                         | 56 | 107   | 71        | 36        | 12,0      | 1         | 9     | 3             | 0             | 1             | 1             |  |         |         |

## Trophées et récompenses
- NCAA :
  - Sélectionné dans l'équipe type de la Conférence Big Ten : 2017, 2018
  - Sélectionné dans la deuxième équipe-type WCFF, AFCA et All-American : 2018

## Œuvre philanthropique
Winovich collabore avec Tammi Carr et la Fondation ChadTough afin de sensibiliser la population par rapport à la recherche sur le gliome infiltrant du tronc cérébral (GITC), une tumeur inopérable du tronc cérébral. Chad, fils de Tammi Carr et petit-fils de Lloyd Carr, ancien entraîneur de Michigan, décède des suites de cette maladie en novembre 2015 à l'âge de 5 ans. 
En décembre 2017, Winovich et plusieurs de ses coéquipiers et entraîneurs se sont teints les cheveux en orange pour le Outback Bowl 2018 afin de collecter plus de 200 000 dollars pour la fondation ChadTough. Il participe également à Dancing with the Michigan Stars, ce qui permet de collecter plus de 143 000 dollars pour la fondation.